# Hartwiss-Eiche
Die Hartwiss-Eiche (Quercus hartwissiana Steven) ist eine Laubbaum-Art aus der Gattung der Eichen (Quercus) in der Familie der Buchengewächse (Fagaceae). Sie wurde 1857 von Christian von Steven nach Nicolai Anders von Hartwiss, dem Direktor des Botanischen Gartens von Nikita bei Jalta, benannt.

## Beschreibung
Die laubabwerfende Hartwiss-Eiche ist ein 10 bis über 25 (bis 35) Meter hoher, sommergrüner Baum mit schirmförmiger Krone und aufsteigenden Ästen. Der Stammdurchmesser erreicht über 1 Meter. Ihre Rinde ist dick, längsrissig, fast schwarz. Die jungen Triebe sind dunkel rötlich-braun und kahl. Die Knospen sind breit oval oder fast rund, 6 bis 7 mm lang, mit kurz bewimperten Schuppen. Die dicke und rissige bis furchige Borke ist braun oder braun-grau.
Der Blattstiel ist 1,5 bis 2 cm lang. Die stumpfen bis abgerundeten oder spitzen und gelappten bis buchtigen Blattspreiten sind bis 12 (bis 14) cm lang und bis 7 (bis 9) cm breit, verkehrt-eiförmig oder länglich, am Grund undeutlich herzförmig bzw. geöhrt und besitzen sieben bis zehn Paare ziemlich regelmäßiger, kurzer, gerundeter bis spitzer Lappen. Sie weisen (8 bis) 9 bis 12 (bis 14) Paare gerader, paralleler Seitenadern auf. Die Blattadern sind alle in die Lappen des Blattes ausgerichtet, nicht in die Einbuchtungen dazwischen. Die Blattoberseite ist glänzend grün und kahl, die Unterseite matter, mit einer dunkelbraunen Schattierung, mit einem gräulichen, feinen Flaum und etwas längeren rötlichen Härchen entlang der Blattadern oder in den Winkeln dazwischen.
An einem mit 2 bis 7 cm relativ langen Stiel können ein bis vier Eicheln hängen. Ihre Früchte reifen schon im ersten Jahr. Die Eicheln sind 2,5 bis 3 cm lang und 1,2 bis 1,5 cm breit, die Fruchtbecher messen 1,5 cm in der Länge und 2 cm im Durchmesser. Die Schuppen des Fruchtbechers sind fast bis zur Spitze verwachsen. Die Perigonblätter der in Kätzchen vorkommenden männlichen Blüten sind fast bis zum Grund geteilt.

## Vorkommen
Die Hartwiss-Eiche ist ein kolchisches Florenelement, dessen Verbreitungsgebiet sich entlang der Süd- und Ostküste des Schwarzen Meeres erstreckt. Sie kommt in Europa in Südost-Bulgarien (Naturpark von Strandscha) und in der Europäischen Türkei vor, des Weiteren in Nord-Anatolien und im westlichen Transkaukasien und Kaukasien. Nach Angaben von Kostadinov und Brostilova, die 1979 eine Karte des natürlichen Verbreitungsgebiets der Hartwiss-Eiche im Strandscha-Gebirge veröffentlichten, kann man zwei Ökotypen dieser Art unterscheiden: Eine, die im dichten Wald auf Schwemmböden der Flüsse vorkommt, während die andere auf dünnen Karstböden wächst. In Russland kommt sie im Becken des Msymta-Flusses und im Nordkaukasus vor, in Georgien vor allem in West-Georgien (Abchasien, Ratscha-Letschchumi, Megrelien, Imeretien, Gurien und Adscharien); aus Ost-Georgien ist sie heutzutage nur aus Inner-Kachetien (Babaneuri) bekannt.
Von den kaukasischen Eichen erträgt die Hartwiss-Eiche am meisten Schatten. Sie tritt nicht in Reinbeständen, sondern stets gemischt mit anderen Laubbaumarten auf, beispielsweise in den Breitlaubwäldern der Kolchis in Lagen mit warm-feuchtem Klima auf frischen bis feuchten Böden vom Tiefland bis in eine Höhenlage von 1200 bis 1500 m.

## Systematik
Quercus hartwissiana Steven wurde 1857 von Christian von Steven erstbeschrieben. Wichtige Synonyme sind Quercus armeniaca Kotschy und Quercus stranjensis Turrill. Sie ist mit der Stiel-Eiche (Quercus robur) und der Trauben-Eiche (Quercus petraea) verwandt.